# Kelsang Gyaltsen

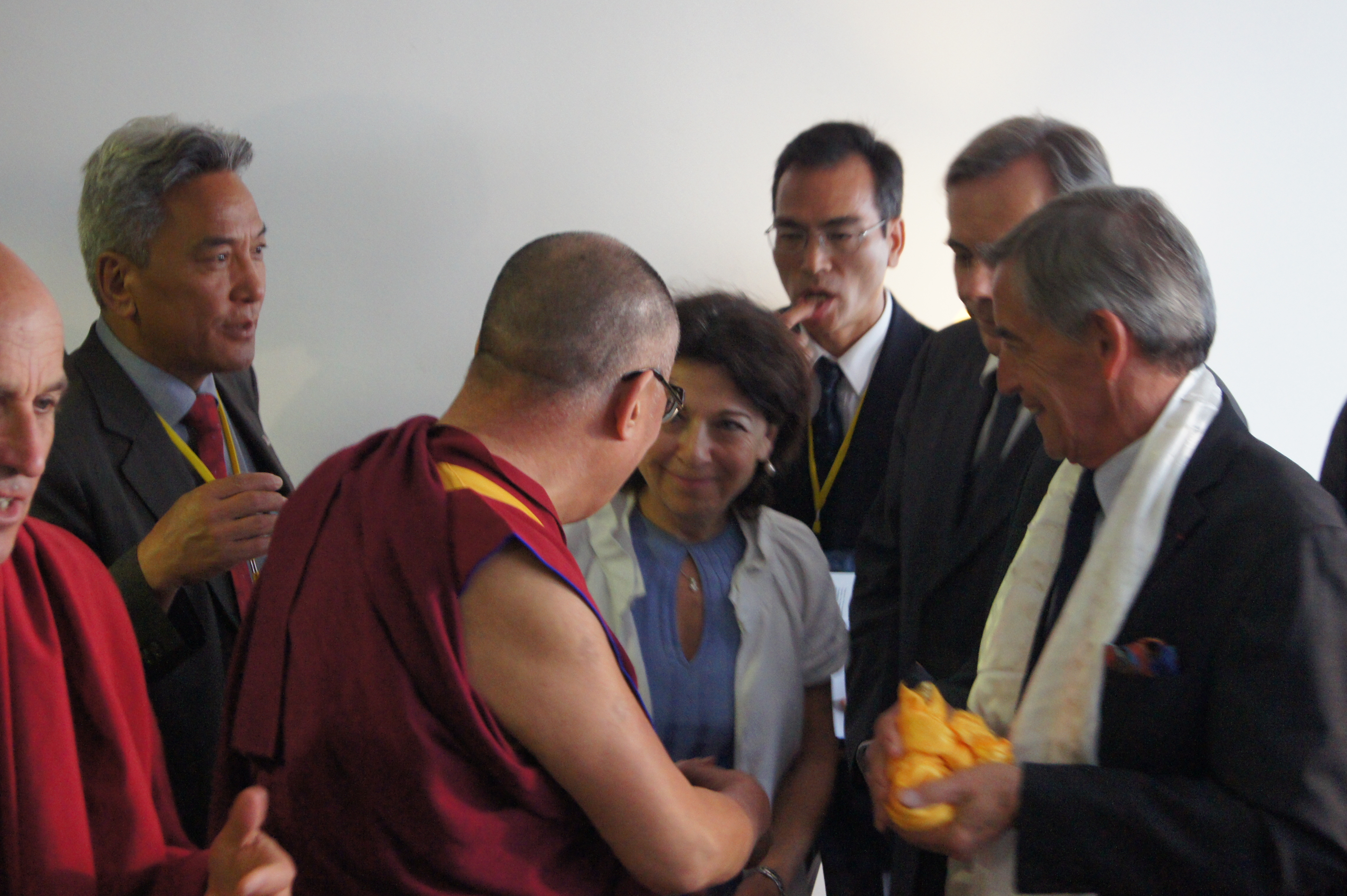
Kelsang Gyaltsen à gauche, lors de la rencontre des parlementaires avec le dalaï-lama à Toulouse le 15 août 2011

Kelsang Gyaltsen tibétain : བསྐལ་བཟང་རྒྱལ་མཚན་, Wylie : bskal bzang rgyal mtshan, né dans le Kham au Tibet en 1951, s'est exilé en Inde en 1959. Il a poursuivi sa scolarité en Suisse avant de devenir un homme politique tibétain. Depuis 1999, il est l’envoyé du 14e Dalaï Lama auprès de l’Union européenne.

## Biographie
Kelsang Gyaltsen est né au Tibet en 1953. En 1959 il s'exile avec sa famille en Inde. En 1963, à l'âge de 10 ans, il rejoint la Suisse avec un groupe d’enfants tibétains pour continuer son éducation. À la fin de sa scolarité, il entre au gouvernement tibétain en exil comme représentant du 14e Dalaï Lama en Suisse. Le Bureau du Tibet à Genève était alors responsable de tous les Tibétains en Europe centrale et en Europe du Sud. En 1992, il est rappelé en Inde pour travailler 7 ans au cabinet privé du dalaï-lama. Fin 1999, il devient l’envoyé du dalaï-lama auprès de l’Union européenne.

## Rôle dans les relations du gouvernement tibétain en exil avec la Chine
Pour un article plus général, voir Dialogue Tibet-Chine.
Kelsang Gyaltsen est, avec Lodi Gyari, l'un des émissaires du 14e dalaï-lama engagé dans une série de dialogues avec la Chine ayant pour but d'initier des négociations sur le futur statut du Tibet Du 29 juin au 5 juillet 2007, Lodi Gyari et Kelsang Gyaltsen, se sont rendus en Chine pour leur sixième visite de discussions sur le Tibet dont la première eu lieu en 2002. Lodi Gyari donna une interview quelques mois auparavant. 
Le 4 juin 2012, Lodi Gyari et Kelsang Gyaltsen ont démissionné en tant que représentants du dalaï-lama dans les discussions avec le gouvernement chinois, invoquant leur « frustration » liée à l’absence de réponse positive des autorités chinoises et à la façon dont la Chine gère la région où se produisent les immolations de Tibétains.